# باراسو
باراسو (به ایتالیایی: Barasso) یک کومونه در ایتالیا است که در استان وارزه واقع شده‌است.

## خصوصیات
باراسو ۴ کیلومترمربع مساحت و ۱٬۶۹۳ نفر جمعیت دارد.